# Typosyllis augeneri
Typosyllis augeneri är en ringmaskart som först beskrevs av William Aitcheson Haswell 1920.  Typosyllis augeneri ingår i släktet Typosyllis och familjen Syllidae. Inga underarter finns listade i Catalogue of Life.